# 사핑바구

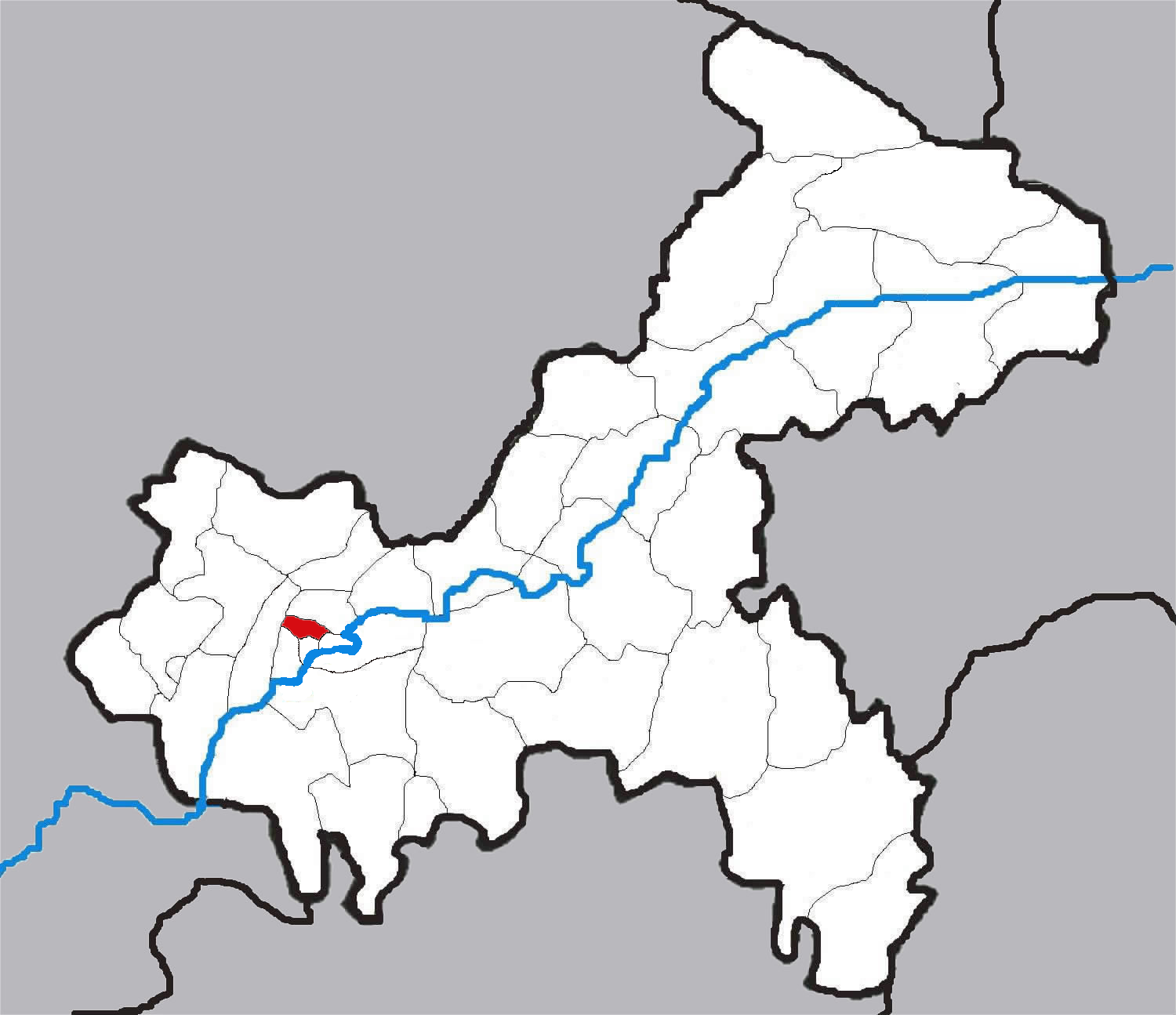
사핑바구의 위치

사핑바구(한국어: 사평패구,중국어: 沙坪坝区, 병음: Shāpíngbà Qū)는 중화인민공화국 충칭시의 행정구역이다. 넓이는 383km2이고, 인구는 2007년 기준으로 750,000명이다. 사핑바는 충칭의 가장 중요한 부분 중 하나로, 인구 밀도가 높고, 상주 인구는 백만이 넘는다.

## 지리
사핑바는 충칭의 중심에 있다. 남쪽으로 주룽포구, 서쪽으로 비산구, 북쪽으로 베이베이구와 접하고 자링강의 서쪽 기슭에 위치해있다.
연평균 기온은 18.3°C이고 연평균 강수량은 1082.9mm이다.

## 역사
사핑바는 충칭에 속하기 전에 지금의 바난구에 해당하는 바 현에 속했었다. 중일 전쟁 때, 장제스 정부는 충칭으로 이동했고 많은 수의 학교, 공장, 의료 시설 등이 사핑바에 자리를 잡았다. 1938년 2월 6일 충칭 대학, 쓰촨 교육 대학, 충칭 난카이 중학, 충칭 전기강철회사과 7개의 기관과 베이징, 상하이, 난징으로부터 국립 중앙 대학, 중국 국제전파광태, 중앙 연구원 등 많은 기관들이 자리잡았었다.

## 교육
사핑바구는 교육적이고 기술 중심적인 환경으로 잘 알려져있다. 또한 충칭의 문화 중심지로 유명하다. 충칭 대학과 시난 정법대학을 포함한 7개의 대학과 60개가 넘는 연구소와 173개의 초등학교와 중학교가 있다.

## 교통
사핑바의 교통은 매년 개선되고 있다. 장베이, 위중, 주룽포를 포함한 대부분의 구들과 연결되는 버스가 있다. 3개의 고속도로(충칭-창서우 고속도로, 청두-충칭 고속도로, 솽차오-제시 고속도로)가 이곳을 통과한다. 30분 만에 충칭 장베이 국제공항에 도착이 가능하다. 또한 충칭 서부 기차역이 사핑바에 위치해있다.

## 산업
사핑바의 산업은 주로 오토바이와 자동차 제조, 전기 설비, 생물 화학 산업과 서비스업이 주를 이루고 있다.

## 행정 구역
14개 가도, 11개 진을 관할한다.
- 가도: 小龙坎街道, 沙坪坝街道, 渝碚路街道, 磁器口街道, 童家桥街道, 石井坡街道, 詹家溪街道, 井口街道, 歌乐山街道, 山洞街道, 新桥街道, 天星桥街道, 土湾街道, 覃家岗街道.
- 진:  井口镇, 歌乐山镇, 青木关镇, 凤凰镇, 回龙坝镇, 陈家桥镇, 曾家镇, 虎溪镇, 西永镇, 土主镇, 中梁镇.